# Specifik Patogen Fri
Specifik Patogen Fri (afledt af engelsk: Specific Pathogen Free) (SPF) er en betegnelse for forsøgsdyr og husdyr, som er garanteret fri for bestemte patogener. Brug af SPF-dyr sikrer at bestemte sygdomme ikke påvirker forsøget og/eller produktionen. Det gælder for eksempel fravær af respirationssygdomme som influenza.
Der er ikke almen adgang til stalde med SPF-dyr, med mindre man er indbudt og følger reglerne, der skal hindre spredning af sygdomme.
En ulempe ved SPF er, at enhver kontakt med patogener kan være fatal. Det skyldes, at dyrene ikke har en naturlig beskyttende bakterieflora og mangler naturlig immunitet mod de fleste almindelige infektionssygdomme, eftersom de aldrig har været udsat for dem.

## SPF-avl i Danmark
SPF-avl begyndte i Danmark i 1970 med produktion af SPF-grise. Al omsætning af SPF-grise foregår i lukkede systemer med kendt sundhedsstatus. Ca. 70% af søerne i Danmark var i 2013 SPF.

## Ekstern henvisning
- SPF-Danmark -Sygdomsfrie grise